# Александер Лер
Александер Лер (нім. Alexander Löhr; нар. 20 травня 1885, Дробета-Турну-Северин — пом. 26 лютого 1947, Белград) — австрійський, згодом німецький воєначальник часів Третього Рейху, генерал-полковник Люфтваффе (1941). Кавалер Лицарського хреста Залізного хреста з Дубовим листям (1945).

## Біографія
Військова кар'єра
- 18 серпня 1906 — лейтенант
- 1 листопада 1911 — обер-лейтенант
- 1 березня 1915 — гауптман
- 1 липня 1920 — майор
- 1 січня 1921 — оберст-лейтенант
- 20 липня 1928 — оберст
- 25 вересня 1934 — генерал-майор
- 24 березня 1938 — генерал-лейтенант
- 25 березня 1939 — генерал авіації
- 3 травня 1941 — генерал-полковник

Молодший з трьох синів морського капітана Фрідріха Йоганна Лера, ветерана Російсько-турецької війни, і медсестри Катерини Михайлівни, уродженої Гайман. Батько був німцем, мати — українською єврейкою російського походження. Двоюрідним дідом Александера по матері був генерал Василь Олександрович Гайман. Завдяки матері він добре володів російською мовою, а також частково розумів деякі інші слов'янські мови. Як і мати, Александер належав до православної церкви. Вільно володів німецькою, російською, французькою і румунською мовами.
18 серпня 1906 року вступив в австрійську піхоту, командував взводом, саперним і кулеметними батальйонами. Закінчив Військову академію (1913). Учасник Першої світової війни, служив на різних штабних посадах. У 1916 році переведений в авіаційну групу 5-го управління австрійського Військового міністерства, а з 1 травня 1916 по 11 листопада 1918 року очолював авіаційний відділ.
Після закінчення війни служив у Військовому міністерстві, в різних штабах. 1 листопада 1928 року очолив 5-е (авіаційне) управління Міністерства з військових справ. З 1 квітня 1933 року — командувач ППО Австрії, з 1 липня 1936 року — командувач австрійськими ВПС. Під час аншлюсу не вжив ніяких заходів щодо протидії агресії нацистської Німеччини. 15 березня 1938 року автоматично перейшов в люфтваффе. 1 квітня 1938 року призначений командувачем-генералом люфтваффе в Австрії і, таким чином, зберіг контроль над австрійською авіацією.
18 березня 1939 року на базі командування австрійських ВПС був створений 4-й повітряний флот, командувачем яким призначений Лера. Одночасно він став іменуватися «командувачем люфтваффе на Південному Сході». У квітні 1941 року разом з Куртом Штудентом забезпечував керівництво операцією по захопленню Криту. З початком Німецько-радянської війни флот Лера підтримував дії групи армій «Південь». У грудні 1941 року очолив 2-й повітряний флот, який був перекинутий на Балкани, при цьому Лер зберіг за собою посаду командувача на Південному Сході. 2 липня 1942 року одночасно став командувачем розгорнутою на Балканах 12-ю армією, яка перебувала в безпосередньому підпорядкуванні ОКВ — тобто в руках Лера сконцентрувалося керівництво всіма збройними силами на Балканах. 28 грудня 1942 року командування армії було переформовано в штаб групи армій «Е» (командування на Південному Сході) на чолі з Лером. В березні 1943 року командування флоту було розділено, сформований штаб нового 2-го повітряного флоту і командування люфтваффе на Південному Сході. Останню посаду зберіг за собою Лер. Під його керівництвом на території Балкан, перш за все в Югославії, здійснювався жорсткий окупаційний режим. У серпні 1944 року почав евакуацію. 1 жовтня радянські війська форсували Дунай і розбили 34-й армійський корпус, а 14 жовтня болгарські війська увійшли в Ниш, відрізавши Леру шлях до відступу. Лер провів складний маневр по важкодоступній місцевості біля Адріатичного узбережжя, зірвавши плани противника оточити його війська. 15 травня 1945 року добровільно здався югославській владі. 16 лютого 1947 року югославським військовим трибуналом в Белграді засуджений до страти. Розстріляний.

## Нагороди
- Ювілейний хрест
- Пам'ятний хрест 1912/13
- Хрест «За військові заслуги» (Австро-Угорщина) 3-го класу з військовою відзнакою і мечами (травень 1915)[3]
- Медаль «За військові заслуги» (Австро-Угорщина)
  - У бронзі (18 червня 1915)
  - У сріблі з мечами (18 серпня 1916)
- Військовий Хрест Карла
- Лицарський хрест ордена Франца Йозефа з мечами (23 жовтня 1918)
- Орден «За заслуги» (Баварія) 4-го класу з мечами
- Медаль «За поранення» (Австро-Угорщина) з чотирма смугами[3]
- Загальний хрест «За заслуги» (Каринтія)
- Пам'ятна військова медаль (Австрія) з мечами
- Пам'ятна військова медаль (Угорщина) з мечами
- Золотий почесний знак «За заслуги перед Австрійською Республікою»
- Орден Заслуг (Австрія), офіцерський хрест
- Хрест «За вислугу років» (Австрія) 2-го класу для офіцерів (25 років)
- Почесний хрест ветерана війни з мечами
- Медаль «За вислугу років у Вермахті» 4-го, 3-го, 2-го і 1-го класу (25 років)
- Нагрудний знак «За поранення» в сріблі
- Залізний хрест
  - 2-го класу (12 вересня 1939)
  - 1-го класу (25 вересня 1939)
- Лицарський хрест Залізного хреста з дубовим листям
  - Хрест (№ 4; 30 вересня 1939)
  - Дубове листя (№ 705; 20 січня 1945)
- Комбінований Знак Пілот-Спостерігач в золоті з діамантами
- 11 разів відзначений у Вермахтберіхт
  - «Вчора у південно-східному районі бойових дій особливо успішно діяли сили люфтваффе під командуванням генерала- авіації Лера.» (12 квітня 1941)
  - «Війська під командуванням генерала авіації Лера внесли суттєвий внесок в успішні дії проти ворожих кораблів у грецьких водах.» (23 квітня 1941)
  - «Як щойно повідомили, радянські 6-та і 12-та армії, а також частина 18-ї радянської армії, загалом приблизно 25 піхотних, гірських і танкових дивізій, були знищені групою армій під командуванням генерал-фельдмаршала фон Рунштедта у взаємодії з повітряним флотом генерал-полковника Лера.» (8 серпня 1941)
  - «Битва на Азовському морі завершилась. Армія генерала піхоти фон Манштейна, румунська армія корпусного генерала Думітреску і танкова армія фон Кляйста разом із повітряним флотом генерал-полковника Лера розгромили і знищили основну частину радянських 9-ї і 18-ї армій.» (11 жовтня 1941)
  - «Як повідомлялось у вчорашньому спеціальному повідомленні, битва на Азовському морі завершилась. Армія генерала піхоти фон Манштейна, румунська армія корпусного генерала Думітреску і танкова армія фон Кляйста разом із повітряним флотом генерал-полковника Лера розгромили і знищили основну частину радянських 9-ї і 18-ї армій.» (12 жовтня 1941)
  - «Потужні сили люфтваффе під керівництвом генерал-полковників Лера і барона фон Ріхтгофена зробили значний внесок у цей успіх.» (19 травня 1942)
  - «Як повідомляється у спеціальному повідомленні, німецькі та румунські війська під командуванням генерала фон Манштейна за підтримки потужних повітряних сил під керівництвом генерал-полковників Лера і барона фон Ріхтгофена, переслідуючи переможеного ворога, досягли Керченської протоки і після жорстокого бою захопили укріплені плацдарми з обох боків міста.» (20 травня 1942)
  - «Сили люфтваффе під керівництвом генерал-полковника Лера і генерала авіації Пфлюгбайля в жорстких оборонних і наступальних боях підтримали армію і повністю витіснили ворожі повітряні сили з району бойових дій.» (30 травня 1942)
  - «На Балканах бійці гірського корпусу під командуванням генерал-полковника Лера розбили в жорстокому бою бандитські угруповання комуністів в горах на півдні Албанії.» (26 червня 1944)
  - «Під умілим керівництвом генерал-фельдмаршала фон Вайкса і генерал-полковника Лера війська всіх підрозділів армії і військ СС, у зразковій взаємодії з повітряними і морськими силами, спочатку в тропічній спеці, а потім у снігових бурях хорватських гір, здолали всі труднощі гірської партизанської війни і успішно захистили фланги і тил від усіх ворожих атак.» (19 січня 1945)
  - «Повідомлення про становище груп армій Лера, Рендуліча і Шернера в даний момент недоступні ОКВ.» (9 травня 1945)
- Орден Михая Хороброго (Румунське королівство)
  - 3-го класу (королівський указ № 2628; 19 вересня 1941)
  - 2-го класу (29 липня 1942)
- Орден «Доблесний авіатор», лицарський хрест з мечами (Румунське королівство; 11 жовтня 1941)
- Нарукавна стрічка «Крит»
- Кримський щит
- Орден «Святий Олександр», великий хрест з мечами (Третє Болгарське царство)